# Balș (Iași)
Balș es una comuna ubicada en el distrito de Iași, Rumania.

## Superficie
Cuenta con una superficie de 32,88 kilómetros cuadrados.

## Demografía
Hasta 2021 la población era de 3021 habitantes, con una densidad de población de 91,88 habitantes por kilómetro cuadrado.